# Кащенко Микола Феофанович
Микола Феофанович Кащенко (нар. 25 квітня (7 травня) 1855, Веселе — 29 березня 1935, Київ) — український зоолог, ембріолог і ботанік, один з організаторів і перших 12 академіків Української академії наук (нині НАН України) (1918), професор (1888), доктор медицини (1884), доктор зоології (1891).
Засновник акліматизаційних садів у Томську (1913) та Києві (1919, Акліматизаційний сад ВУАН).
Очільник перших зоологічних досліджень в УАН, голова Комітету вивчення фауни УАН (1919), організатор і перший директор Зоологічного музею ВУАН (1919—1926).
Описав 6 нових видів ссавців та 3 нових види риб, які залишаються визнаними.
Старший брат письменника Адріана Кащенка.

## Життєпис

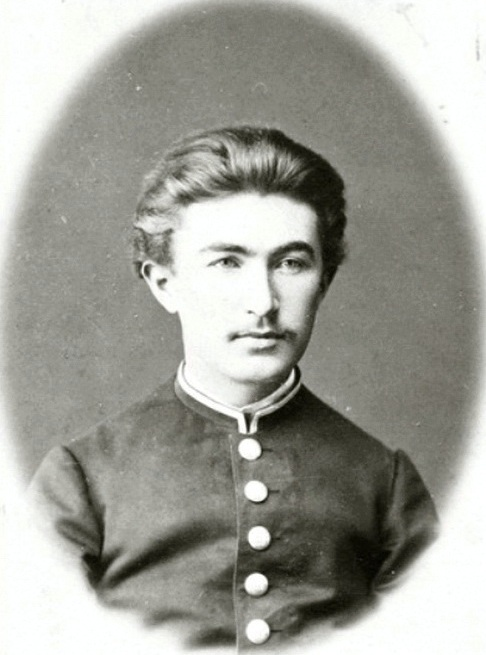
Микола Кащенко — випускник Катеринославської гімназії, 1875 р.

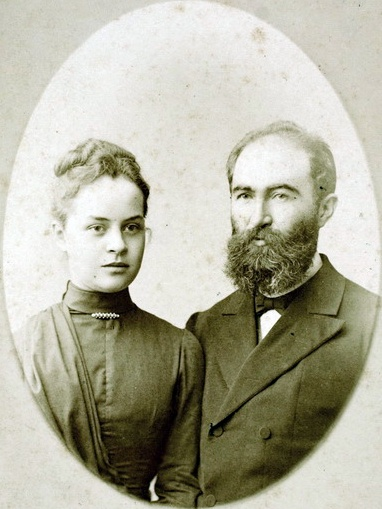
Микола Кащенко з дружиною Ольгою Миколаївною, 1880-ті

Микола Кащенко народився 25 квітня (7 травня) 1855 року в поміщицькому селищі Веселе Олександрівського повіту Катеринославської губернії, яке належало його батькам (зараз село Веселівське Запорізької області). Обоє батьків були українського походження, дошлюбне прізвище матері Рудь, займалися сільським господарством (поміщики). В родині було 9 дітей (5 хлопців і 4 дівчат), Микола Феофанович був восьмим.
Молодший брат — письменник Кащенко Адріан Феофанович.
У 1875 році закінчив зі срібною медаллю Катеринославську чоловічу гімназію (зараз м. Дніпро).
Після закінчення гімназії, вступив на медичний факультет Московського університету, де навчався протягом 1875—1876 років, але не закінчив його через скрутне фінансове становище батьків і перевівся на медичний факультет Харківського університету, який закінчив у 1880 році й був «удостоен степени лекаря и звания уездного врача». Будучи ще студентом четвертого курсу, у липні-серпні 1878 року він на практиці удосконалює свої медичні знання під час російсько-турецької війни на посаді помічника ординатора у Кавказькому Військовому тимчасовому Джажурському госпіталі № 2.
Учень професорів А. П. Богданова та З. І. Стрельцова, талановитий юнак вже зі студентської лави займається науковими дослідженнями. У рік закінчення вишу виходить його перша наукова друкована праця. За пропозицією управляючого Харківським навчальним округом за № 3650 від 12 червня 1881 року молодий вчений наполегливо працює в ембріологічному кабінеті університету. І вже майже через рік, 8 квітня, його залишають як професорського стипендіата. Професор З. І. Стрельцов влаштовує його домашнім лікарем у приватний пансіон мадам Бауман. Але незабаром лікар Кащенко виступає проти господарки цього навчального закладу, яка наживалася за рахунок своїх учнів, обмежуючи їх у харчуванні та ліках. Молодому лікареві довелося шукати іншого заробітку.
У цей час він працює над докторською дисертацією при кафедрі порівняльної анатомії, вивчає будову людської нематоди, відкриває і описує нову частину в її будові. Тема його дисертації — «Епітелій людського хоріону та роль його у гістогенезі посліду». Прилюдний захист дисертації відбувається 30 квітня 1884 року, і він отримує диплом № 506 на звання доктора медицини. Радою вишу також затверджується це звання. В архіві зберігається власноручний автограф Кащенка «Curriculum vitae», де він зазначає: «Одержав ранг доктора медицини та стан приват-доцента порівняльної анатомії, яку й читав два роки».
Ще з 1881 року Микола Кащенко працює і асистентом ембріологічного кабінету, а також помічником директора у земській повивальній школі: читає курси анатомії, гістології, ембріології, веде акушерську практику, завдяки чому має можливість брати людські атрофічні зародки і вивчати їх для підготовки своєї докторської роботи. Тоді ж він видає наукову працю — результати своїх досліджень.
З 1886 року Кащенко, перебуваючи у закордонному відрядженні в Німеччині та Італії, слухав лекції, працює у лабораторіях ембріолога Вільгельма Гіса, анатома Вільгельма Вальдеєра, біологів Ернста Геккеля, Оскара Гертвіга. Тоді ж він удосконалює деякі методи Гіса. Через два роки повертається в Україну і продовжує читати лекції на двох факультетах — медичному та фізико-математичному. Пропозицією помічника міністра народної освіти від 17 листопада 1888 року за № 16869 Кащенко призначається екстраординарним професором імператорського Томського університету по кафедрі зоології, порівняльної анатомії та фізіології.
Кащенко приїздить з дружиною Ольгою Миколаївною до Томська і стає до роботи на кафедрі зоології та порівняльної анатомії, яка мала лише одного професора (у той час як на медичному факультеті їх було вже вісім). Кащенко поринає у проблеми вивчення флори і фауни Сибіру, і це стає перебігом його долі. Тут він засновує акліматизаційний сад, виїздить в експедиції до Алтаю на Барабинські озера, друкує десятки наукових праць. Рада Московського університету в 1901 році надає йому ступінь доктора зоології за великий обсяг його наукових зоологічних розробок. Не забуває він і медиків і створює для них гарний підручник із зоології. Кащенку довелося виконувати обов'язки ректора вишу і декана медичного факультету та голови клінічної господарської ради (кілька місяців у 1906 та 1912 роках), саме перед переїздом до Києва.
У Томську Кащенко також викладає зоологію в акушерсько-фельдшерській школі (1910—1911), в 1913 році бере участь у XIII з'їзді російських природознавців та лікарів. Крім того, він працює над книгою «Смерть и долголетие с биологической точки зрения», яку видає у 1914 році (перевидавалася у 1938 році). Це був підсумок його власних роздумів, суперечок та висновків з практики, а також аналіз праць Іллі Мечникова. Цікаві висновки робить Кащенко-дослідник про те, що у русі, рухливості живих організмів закладено подовження життя. Згуслі речовини стримують рушійні процеси в людському організмі, а їх накопичення спричиняє передчасну смерть. Це так співзвучно з теорією «зашлакування» Г. С. Шаталової.
З 1912 року Кащенко переїздить з Томська до Києва з великою родиною і стає киянином. За станом здоров'я клімат Сибіру був для нього згубним, а тут він на другий рік піднімається з візка і починає сам ходити. Він працює у Київському політехнічному інституті, виступає з публічними лекціями у Київському товаристві сприяння початковій освіті з проблеми «Смерть та довголіття. Сучасна розробка питання про смерть».

Микола Кащенко в останні роки життя

У Києві вчений спілкується з В. О. Караваєвим, вони разом створюють у місті зоологічний музей; Кащенко стає його директором і до 1927 року перебуває на цій посаді. Займаючись акліматизацією рослин у своїх чотирьох Київських розплідниках, які мали площу близько 12 га, Кащенко, як правило, вирощував і лікарські рослини. Він стає знаним фахівцем у цій сфері лікарської діяльності, вивчає вплив деяких народних засобів на організм при різних хворобах, а також методи застосування та дозування різних лікарських трав.
Кащенко працює на стику двох наук — медицини та біології. У С.-Петербурзькій «Врачебной газете» він друкує статтю «О необходимости более тщательного изучения народных лекарственных растений» і сподівається у майбутньому організувати в Києві інститут або центр вивчення рослин, які можуть служити медицині. У 1915 р. він пропонує осередком у цій справі зробити сад КПІ. Тоді ж вперше на урядовому рівні на потреби саду було надано 4,5 тис. карбованців, і за ці кошти звели огорожу, упорядкували штат, викопали басейн.
Вчений відкрив у Києві тримісячні курси з вивчення лікарських рослин. Власноручно він розробляє тематичний план лекцій і пише їх тексти, але департамент землеробства відхиляє його проект. Та за допомогою ботаніка В. В. Пашкевича Кащенко все ж домігся відкриття безкоштовних курсів у приміщенні КПІ. Сюди запрошувалися студенти, гімназисти, вчителі, робітники, співробітники аклімат-саду, члени його родини. Зокрема, йому дуже допомагала дочка Марія (1893 р. народження), яка у 1916 р. закінчила медичне відділення Київських вищих жіночих курсів, а потім як лікар-хірург працювала у Криму в м. Джанкой. Доброю помічницею батьку виявилася і Маргарита (1890 р. народження).
6 липня 1918 року був запрошений взяти участь у роботі Комісії з утворення Української академії наук і приймав активну участь в організаційному процесі. В день створення Академії, 14 листопада 1918 року, за Наказом гетьмана Павла Скоропадського, призначений академіком Української академії наук, в числі перших 12 дійсних членів.
«В кінці 1918 року був закликаний в склад перших членів Української Академії наук», — запише Кащенко українською мовою у «Автобіографії». За архівними документами, саме Академія наук підтримала Кащенка, коли рішенням Організаційної Ради КПІ та наказом № 8 по вишу від 4 травня 1921 року вченого було звільнено з посади професора по кафедрі зоології. Фактично він залишився на грані животіння з дружиною, дочками Маргаритою, Марією, Галі, Ксенією та сином Вадимом. Але невтомна людина-дослідник, він самовіддано починає все з початку, знаходить у Києві на Лук'янівці заболочену ділянку і закладає новий акліматизаційний сад. Придбавши раніше ділянку землі біля залізничної станції Клавдієве, разом з іншими ентузіастами-подвижниками закладає там плантацію лікарських рослин. Та нікому було працювати, настали страшні часи радянського голодомору.

Могила Миколи Кащенка і його дружини

Кащенко написав оголошення, що лікує хворих травами, бо знавцем цієї справи був блискучим. За допомогою рідних розклеїли їх по Києву, і до оселі академіка потягнулися хворі і немічні, але заробити на лікування не вдавалося: лікар Кащенко пояснював дію трав, встановлював діагноз і дарував лікарські рослини людям адже немічні платити були неспроможні. Але знайшлися недоброзичливці, які доповіли президентові Академії Наук В. І. Вернадському, що академік Кащенко займається знахарством. Академіка викликає до себе президент і вимагає пояснень. Микола Феофанович тоді спересердя пише доповідну записку про користь лікування лікарськими рослинами як перспективної галузі медицини майбутнього.
Є дані, що академік Кащенко співпрацював з лабораторією фізіології професора В. Ю. Чаговця, читав студентам-медикам курс лікарських рослин, незважаючи на партійні заборони, а також проводив екскурсії до саду. Заповітом Кащенка-лікаря була його мрія, щоб медицина майбутнього не просто лікувала запущені хвороби, а запобігала їм, попереджала, нищила хворобу на самому її початку.
Академік Микола Феофанович Кащенко помер у Києві 29 березня 1935 року від крововиливу у мозок. Похований на Лук'янівському цвинтарі (ділянка № 21, ряд 13, місце 12).

## Дослідження
В дослідженнях Миколи Кащенка чітко вирізняються три періоди: харківський (1880—1888), томський (1889—1912) та київський (1912—1935).
Кащенко навчався в Харківському університеті на медика, після чого працював у цьому закладі під керівництвом З. С. Стрільцова, займаючись ембріологією, досліджуючи як тварин, так і людину. Тільки в цей період дослідник активно публікувався німецькою мовою в німецьких журналах.
Переїхавши до Томську та очоливши кафедру зоології Кащенко різко змінив напрямок наукової діяльності на класичний зоологічний. Брав участь у наукових експедиціях до Алтаю та південним Сибіром. Опрацьовував зоологічні колекції, як зібрані особисто, так і з експедицій інших дослідників. Вивчав переважно ссавців, рептилій, амфібій та риб. Описав значну кількість нових видів, підвидів, родів і підродів, з яких принаймні 9 видів, 4 підвиди, 2 роди і 1 підрід залишаються визнаними (див. нижче).
У Києві Кащенко майже не займався зоологічними дослідженнями, хоча займався їх організацією та керував роботою інших зоологів в Українській академії наук. Натомість основним напрямком наукової роботи дослідника в цей період був його Акліматизаційний сад, а публікації мали переважно ботанічне спрямування.

## Нові таксони
Микола Кащенко запропонував виділення декількох нових для науки видів і підвидів ссавців, з яких 4 види описані з Алтаю та прилеглої частини Сибіру, а також 2 види з Тибету, є визнаними станом на 2024:
- Marmota baibacina Kastschenko, 1899, бабак сірий (гризун)[4]
- Alticola strelzowi (Kastschenko, 1899), полівка Стрільцова (гризун)[5]
- Myotis sibiricus (Kastschenko, 1905), нічниця сибірська (кажан)[6]
- Sorex thibetanus Kastschenko, 1905, мідиця тибетська (землерийка)[7]
- Chodsigoa salenskii[en] (Kastschenko, 1907 [1905?]), мідиця Заленського (землерийка)[8]
- Rhinolophus bocharicus Kastschenko & Akimov, 1917, підковик бухарський (кажан)[9]

Визнаними є також принаймні чотири підвиди ссавців:
- Lepus timidus lugubris Kastschenko, 1899 — алтайський підвид зайця білого[10]
- Marmota camtschatica bungei (Kastschenko, 1901) — байкальський підвид бабака камчатського[11]
- Meles leucurus sibiricus Kastschenko, 1900 — сибірський підвид борсука азійського[12]
- Mustela eversmanii michnoi Kastschenko, 1910 — байкальський підвид тхора степового, названий на честь Петра Міхна[13]

Також в поточній (2024) систематиці визнаються принаймні один підрід і два роди ссавців, виділених Миколою Кащенком (початково як підроди):
- Platycranius Kastschenko, 1901 [1902?] — підрід роду Alticola (полівки, гризуни)[14]
- Stenocranius[en] Kastschenko, 1901 [1902?] (полівки)[15][16]
- Chodsigoa[en] Kastschenko, 1907 [1905?] (землерийки)[17]

Крім того, дослідник запропонував кілька нових для науки видів і підвидів риб з Алтаю, з яких принаймні 3 є повністю або частково визнаними видами станом на 2024:
- Cottus altaicus[en] Kaschenko, 1899, бабець алтайський[18]
- Phoxinus ujmonensis[en] Kaschenko, 1899, гольян алтайський[19]
- Thymallus nikolskyi Kaschenko, 1899, харіус Нікольського[20][21]

При цьому в теріологічній та іхтіологічній літературі склалися різні традиції транскрипції прізвища дослідника при супроводженні назв описаних ним видів, навіть описаних в одній й тій самій праці, відповідно «Kastschenko» та «Kaschenko» (сам дослідник використовував перший варіант). Також зустрічається проміжне написання «Kastchenko».

## Вшанування пам'яті
На честь дослідника названо вид бабака Marmota kastschenkoi Stroganov & Yudin, 1956, оскільки в своїй праці він згадував кілька черепів цього виду, вважаючи що вони належать до описаного ним бабака сірого.
У Києві на честь нього названа вулиця у місцевості Мишоловка.

## Вибрані публікації
- Kastschenko N. 1880. Ueber die Genese und Architectur der Batrachierknochen. Archiv für mikroskopische Anatomie. 19 (1): 1-52.
- Кащенко Н. 1883. Об атрофических человеческих зародышах: Из эмбриологического кабинета Харьковского университета. Харьков: Типография Харьковского университета. 63 с.
- Кащенко Н. 1884. Эпителий человеческого хориона и его роль в гистогенезе последа. Харьков: Типография Харьковского университета. 35 с.
- Kastschenko N. 1887. Das Schicksal der embryonalen Schlundspalten bei Säugethieren: Zur Entwicklungsgeschichte des mittleren und äusseren Ohres, der Thyreoidea und der Thymus. Carotidenanlage. Archiv für mikroskopische Anatomie. 30 (1): 1-26.
- Kastschenko N. 1887. Das Schlundspaltengebiet des Hühnchens. Archiv für Anatomie und Physiologie: Anatomische Abtheilung. 4: 258—300.
- Kastschenko N. 1888. Zur Entwicklungsgeschichte des Selachierembryos. Anatomischer Anzeiger. 3: 445—467.
- Кащенко Н. Ф. 1891. Краткое руководство по зоологии, преимущественно для студентов медицины. Томск. 465 с.
- Кащенко Н. Ф. 1892. Отчет об исследовании глистной эпизоотии рыб в Барабинских озерах. Известия Императорского Томского университета. 4: 184—213.
- Кащенко Н. Ф. 1896. Сибирский четырехпалый тритон (Salamandrella keyserlingii Dyb). Известия Императорского Томского университета. 10: 1–13.
- Кащенко Н. Ф. 1896. Что такое мезенхима? (К учению о зародышевых пластах). Известия Императорского Томского университета. 10: 1–24.
- Кащенко Н. Ф. 1898. Очерк животного населения Сибири и Томской губернии в частности. Томск. 46 с.
- Кащенко Н. Ф. 1899. Результаты Алтайской зоологической экспедиции 1898 года. Позвоночные. Известия Императорского Томского университета. 16: 1-158.
- Кащенко Н. Ф. 1899. К вопросу об одновременном существовании человека и мамонта. Труды X археологического съезда в Риге, 1–20 авг. 1896 г., в 3 т. 1: 64–70.
- Кащенко Н. Ф. 1900. Определитель млекопитающих животных Томского края. С приложением краткого описания способов их первоначальной обработки. Известия Императорского Томского университета. 18: 1-24, табл. 1-47.
- Кащенко Н. Ф. 1901. О песчаном барсуке (Meles arenarius Satunin) и о сибирских расах барсука. Ежегодник Зоологического Музея Императорской академии наук. 6: 609—614.
- Кащенко Н. Ф. 1901. Скелет мамонта со следами употребления некоторых частей тела этого животного в пищу современным ему человеком. Записки Императорской академии наук. VIII серия. 11 (7): 1-60.
- Кащенко Н. Ф. 1902. Stenocranius и Platveranius, два новые подрода сибирских полевок. Ежегодник Зоологического Музея Императорской академии наук. 6: 165—206.
- Кащенко Н. Ф. 1902. Заметка об Arctomys bungei n. sp. и о других сибирских сурках. Ежегодник Зоологического Музея Императорской академии наук. 6: 615—620.
- Кащенко Н. Ф. 1902. Обзор гадов Томского края. Известия Императорского Томского университета. 22: 1-24.
- Кащенко Н. Ф. 1902. Млекопитающие, собрания Алтайской экспедицией П. Г. Игнатова в 1901 г. Ежегодник Зоологического Музея Императорской академии наук. 7: 289—304.
- Кащенко Н. Ф. 1902. О взаимных отношениях между гадюками: обыкновенной (Pelias lienis L.) и ренаровой (Pelias renardi Christoph). Известия Восточно-Сибирского отделения Императорского Русского географического общества. 33 (1): 75–86.
- Кащенко Н. Ф. 1905. Обзор млекопитающих Западной Сибири и Туркестана. Вып. 1. Chiroptera, рукокрылые. Insectivora, насекомоядные. Томск. Известия Императорского Томского университета. 27: 1-102.
- Кащенко Н. Ф. 1905 (1907?). Chodsigoa subgen. nov. (gen. Soriculus, fam. Soricidae). Ежегодник Зоологического Музея Императорской академии наук. 10: 251—254.
- Кащенко Н. Ф. 1907. К вопросу об Equus przewalskii Poljakow. Ежегодник Зоологического Музея Императорской академии наук. 12: 177—194.
- Кащенко Н. Ф. 1909. Гады, собранные среднеазиатскими экспедициями проф. В. В. Сапожникова в 1902–6 и 1908 г. Ежегодник Зоологического Музея Императорской академии наук. 14: 119—130.
- Кащенко Н. Ф. 1909. Список летучих мышей, собранных В. Л. Бианки в С.-Петербургской и Тверской губерниях. Ежегодник Зоологического Музея Императорской академии наук. 14: 6-7.
- Кащенко Н. Ф. 1909. Ядовитые змеи Западной Сибири и Туркестана. Естествознание и география. 3: 38.
- Кащенко Н. Ф. 1910. О коллекции млекопитающих из Забайкалья. Ежегодник Зоологического Музея Императорской академии наук. 15: 267—298.
- Кащенко Н. Ф. 1910. Научные основания и практическое значение гибридизации. Естествознание и география. 1: 1–22.
- Кащенко Н. Ф. 1910. Надо подружиться с природой. Томск. 21 с.
- Кащенко Н. Ф. 1913. Крысы и заместители их в Западной Сибири и Туркестане. Ежегодник Зоологического Музея Императорской академии наук. 17: 370—390.
- Кащенко Н. Ф. 1913. Новые исследования по маммалогии Забайкалья. Ежегодник Зоологического Музея Императорской академии наук. 17: 390—420.
- Кащенко Н. Ф. 1914. Первые шаги моего акклиматизационного питомника в г. Киеве. Ростов-на-Дону. 534 с.
- Кащенко Н. Ф. 1914. Смерть и долголетие с биологической точки зрения. Москва: Наука. 54 с.
- Кащенко Н. Ф., Акимов М. П. 1917. Rhinolohus bocharicus sp. nov. Ежегодник Зоологического музея Академии наук. 22 (1—3): 221—223.
- Кащенко М. 1926. На допомогу Київському акліматизаційному садові. Київ: УАН. 36 с.
- Кащенко М. Т. 1927. Спроби акліматизації персиків у Київському акліматизаційному саді при Українській АН. Записки Фізично-математичного відділу Всеукраїнської академії наук. 2 (2): 61–71.
- Кащенко М. 1928. Перетворення живої природи (популярне викладення основ акліматизації). Київ: Друкарня КПІ. 46 с.
- Кащенко М. Ф. 1929. Заходи Київського Акліматизаційного саду щодо підняття добробуту українського народу. Заходи (Видання Київського акліматсаду ВУАН). 3: 2-7.